# Youluokou Shuiku
Youluokou Shuiku (kinesiska: 油罗口水库) är en reservoar i Kina. Den ligger i provinsen Jiangxi, i den sydöstra delen av landet, omkring 400 kilometer sydväst om provinshuvudstaden Nanchang. I omgivningarna runt Youluokou Shuiku växer huvudsakligen savannskog.
Genomsnittlig årsnederbörd är 1 929 millimeter. Den regnigaste månaden är maj, med i genomsnitt 336 mm nederbörd, och den torraste är oktober, med 21 mm nederbörd.